# Попов, Владимир Николаевич (врач)
Владимир Николаевич Попов (1848 — 1899) — русский медик, доктор медицины, хирург, приват-доцент, учёный и педагог, редактор, писатель
.

## Биография
По окончании курса в Императорской медико-хирургической академии (1870) Попов поступил на службу во флот и участвовал в кругосветном плавании «Александра Невского».
Признанный доктором медицины по представлении диссертации: «Материалы к вопросу о совместном действии алкоголя и холода на организм животных» (СПб., 1875), Попов в 1879 г. назначен врачом студентов Военно-медицинской академии и приват-доцентом хирургии там же.

## Научные труды
- «Материалы для медицинской статистики и казуистики во время морских плаваний» (1874—1875),
- «Климатические условия Каира и Нижнего Египта, как санитарных станций» (1875—76)
- и др. статьи в «Трудах и Протоколах» СПб. общества русских врачей.

Отдельно Попов издал: «Перевязка артерий, вылущения, ампутации и резекции» (СПб., 1885).
Попов редактировал «Медицинскую Библиотеку» (1881), с 1882 г. изд. «Международную Клинику», а в 1884—5 гг. изд. «Медицинские Новости».